# SAPO
SAPO — медийный интернет-портал, а также одноимённая поисковая система.  Принадлежит компании Portugal Telecom, SGPS, S.A. (PT).

## История создания
Интернет-портал SAPO был создан сотрудниками Centro de Informatica da Universidade de Aveiro. Основан 4 сентября 1995 года как поисковая система (Search Engine). Название является акронимом его первоначальной функции поисковика S.A.P.O (Servidor de Apontadores Portugueses).
В 1997 году SAPO был преобразован в коммерческий проект, его владельцем стала компания Navegante. Позднее, в сентябре 1998 года, компания Saber & Lazer - Informatica e Comunicacao S.A. перекупила SAPO у Navegante. В сентябре 1999 года компания PT Multimedia выкупила 74,9% у Saber e Lazer. В настоящее время принадлежит компании Portugal Telecom, SGPS, S.A. (PT), которая является крупнейшим провайдером телекоммуникационных услуг в Португалии. 
По данным Alexa Traffic Ranks портал SAPO занимает пятое место в рейтинге популярности сайтов в Португалии (в мире - 917 место). Он активно используется в странах с португалоязычным населением: в Бразилии (246 место Alexa Traffic Ranks), Анголе, Кабо-Верде, Мозамбике и Восточном Тиморе. Значительно количество пользователей в странах с португалоязычной диаспорой - в Великобритании, Франции и США. Портал обслуживает на постоянной основе около 150 программистов, а весь штат портала насчитывает более 300 сотрудников. 

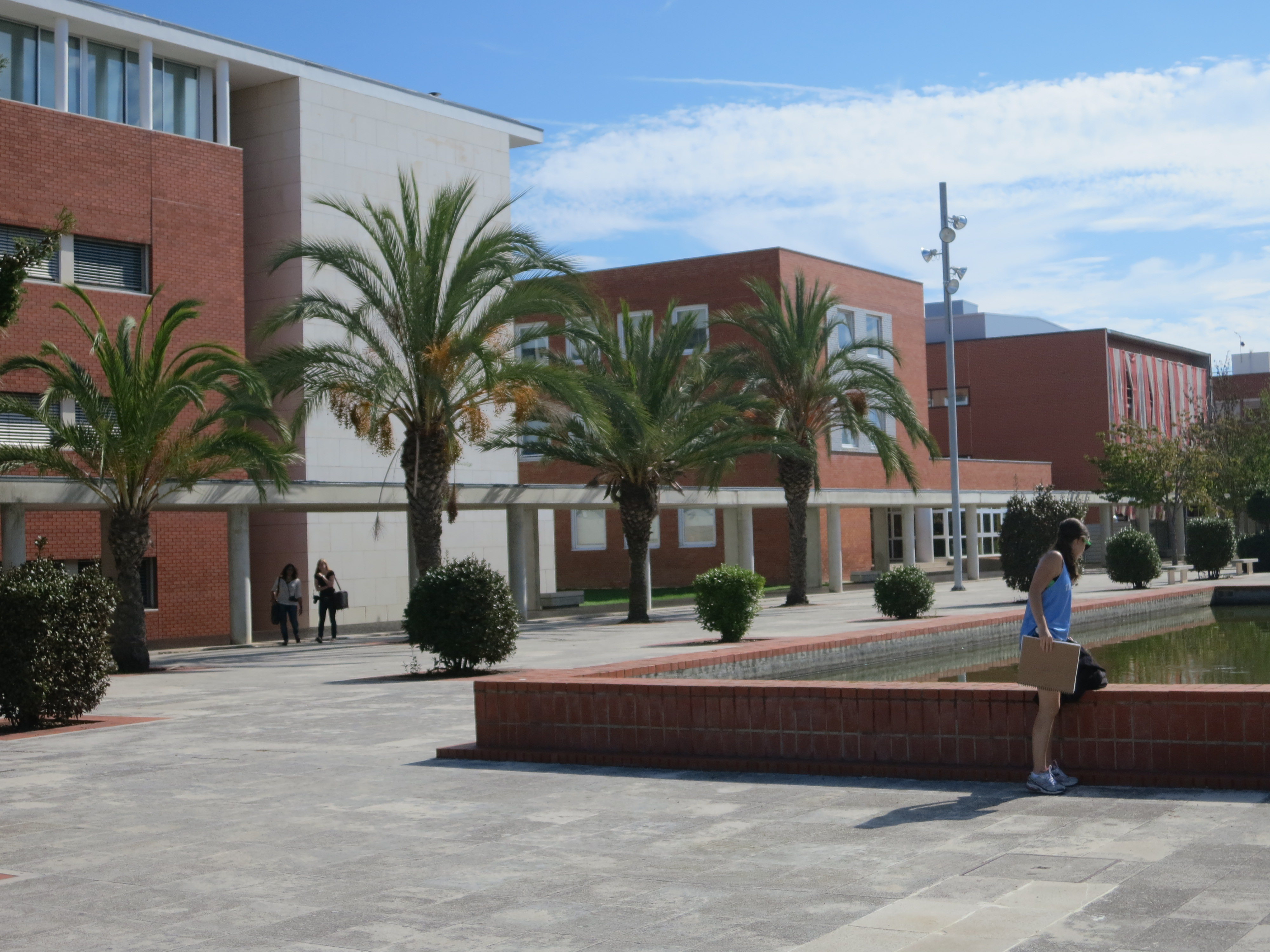
Centro de Informatica da Universidade de Aveiro, где был создан интернет-портал.
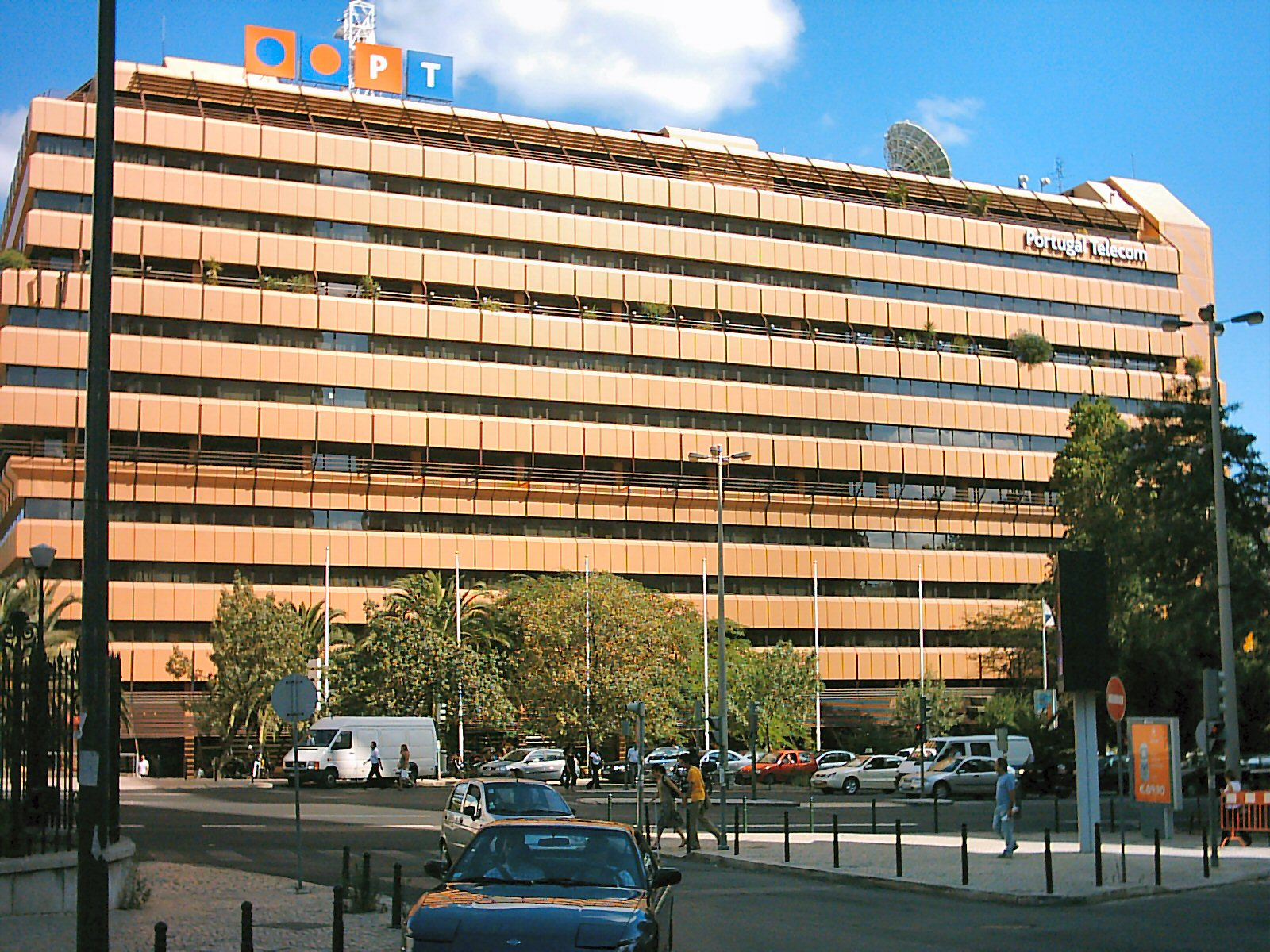
Офис Portugal Telecom в Лиссабоне.

## Основные интернет-сервисы
В настоящее время SAPO предлагает пользователям различные интернет-сервисы.
- SAPO Блоги. Бесплатный сервис SAPO Blogs. Создан в ноябре 2003 года и базируется на технологии с открытым исходным кодом Livejournal. С 2008 года имеет международные версии.
- SAPO Видео. Бесплатный хостинг публикации и управления видеофильмов SAPO Videos.
- SAPO Фото. Бесплатный хостинг публикации, управления и обмена фотографиями в Интернете SAPO Fotos. Объединяет более 200 000 пользователей, является официальным партнёром новостного канала Noticias de Portugal.
- SAPO Почта.

SAPO Mail - бесплатный сервис электронной почты. В настоящее время имеет более 1,2 млн. активных пользователей, через неё проходит 31 млн писем ежедневно. Сервис позволяет регистрироваться пользователям с российскими IP, работает с кириллицей. SAPO Mail автоматически создаёт детский аккаунт для пользователей младше 14 лет (на основе обязательной информации при регистрации о возрасте) - SAPO Mail Kids.
- SAPO Карты. Сервис SAPO Mapas отображает местонахождение объекта. Позволяет искать и найти географические пункты, товары, услуги и другую информацию (пробки на дорогах, погода, маршрут общественного транспорта и новости).
- SAPO Дети. SAPO KIDS - портал, предназначенный для детей в возрасте с 3 (по другим данным - с 6) до 12 лет[7][8]. Содержание его предлагается официальными партнёрами портала и создаётся самими пользователями. [9]

## Интересные факты
- Наиболее известным международным проектом портала является SAPO Codebits[10][11]. Этот ежегодный международный научный съезд проходит весной и включает: а) конкурс по программированию - участники организованы в группы, два дня готовят проекты, каждая группа имеет 90 секунд, чтобы представить проект аудитории; б) лекции крупных учёных; в) семинары в области электроники, робототехники и программирования.
- Для браузера Google Chrome существует расширение SAPO Mail Versao: 0.0.0.2[12].
- Эмблемой SAPO является изображение лягушки. Современный логотип интернет-портала имитирует мордочку лягушки, сложенную из бумаги[13].